# Aleï
L'Aleï (en russe : Алей) est une rivière qui coule essentiellement dans le kraï de l'Altaï située dans le sud-ouest de la Sibérie en Russie et un affluent de l'Ob.

## Géographie
Cet affluent de l'Ob prend sa source au Kazakhstan-Oriental, territoire qu'il traverse sur cinq kilomètres avant d'entrer en territoire russe dans un paysage steppique. L'Aleï se jette dans l'Ob 45 km en amont de Barnaoul. Bien que long de 828 km, son débit inter annuel moyen est relativement faible (33,8 m3/s, minimum en février 3,5 m3/s, maximum en mai 144 m3/s). Son bassin a une superficie de 21 100 km2, ce qui équivaut à la moitié du territoire suisse.
La rivière décrit de grands méandres dans la steppe située au pied des montagnes de l'Altaï. Les eaux de la rivière sont utilisées pour l'irrigation des cultures. Lorsque la rivière se jette dans l'Ob, elle a une largeur d'environ 70 mètres et une profondeur de 1,5 mètre.
Le cours de la rivière est gelé de novembre à avril.

## Villes traversées
Les villes de Roubtsovsk, Aleïsk, Chiponouvoski et Pospelinkhinski sont situées sur son cours (toutes situées dans le kraï de l'Altaï)

## Hydrométrie - Les débits à Aleïsk
Le débit de l'Aleï a été observé pendant 45 ans (1954-2000) à Aleïsk, ville de dimension moyenne située à quelque 155 kilomètres du point de confluence avec l'Ob.
À Aleïsk, le débit inter annuel moyen ou module observé sur cette période était de 30,1 m3/s pour une surface prise en compte de 18 700 km2, soit un peu plus de 88 % de la totalité du bassin versant de la rivière qui en compte 21 100. La lame d'eau écoulée dans le bassin atteint de ce fait le chiffre de 51 millimètres par an, ce qui doit être considéré comme peu élevé, et résulte de la faiblesse des précipitations observée dans l'ensemble de son bassin.
Rivière alimentée en grande partie par la fonte des neiges, l'Aleï est un cours d'eau de régime nivo-pluvial.
Les hautes eaux se déroulent au printemps, en avril et en mai, ce qui correspond au dégel et à la fonte des neiges de son bassin. Au mois de juin et de juillet, le débit baisse fortement, mais se stabilise à un niveau acceptable tout au long du reste de l'été et de l'automne. En octobre on observe même un très léger rebond du débit, de très faible ampleur il est vrai, lié aux précipitations automnales. Dès le mois de novembre, le débit de la rivière baisse à nouveau, ce qui mène rapidement à la période des basses eaux. Celle-ci a lieu de décembre à mars inclus et correspond aux gels de l'hiver qui s'abattent sur toute la Sibérie.
Le débit moyen mensuel observé en février (minimum d'étiage) est de 5,05 m3/s, soit plus ou moins 3,5 % du débit moyen du mois d'avril, maximum de l'année (140 m3/s), ce qui souligne l'amplitude importante des variations saisonnières que l'on retrouve partout en Sibérie. Sur la durée d'observation de 56 ans, le débit mensuel minimal a été de 0,07 m3/s en février et mars 1972 (70 litres par seconde), tandis que le débit mensuel maximal s'élevait à 396 m3/s en avril 1958, soit plus ou moins l'équivalent du débit moyen de la Seine dans son cours inférieur. Mais ce niveau était exceptionnel.
En ne considérant que la période estivale, la plus importante car libre de glaces (d'avril à octobre inclus), le débit mensuel minimal observé a été de 4,04 m3/s en août 1956.